# Борланд, Уэс
Уэсли Лоуден Борланд (англ. Wesley Louden Borland род. 7 февраля 1975, Ричмонд) — американский музыкант, наиболее известен как гитарист группы Limp Bizkit. Борланд родился в Ричмонде, штат Вирджиния. Позже его семья переезжает в Джексонвилль, штат Флорида, где впоследствии будет сформирован классический состав Limp Bizkit. Борланд — наиболее креативный музыкант в составе группы. Это касается как его чрезвычайно эксцентричного внешнего вида, так и таланта композитора. Являясь поклонником Aphex Twin и авангардного саксофониста Джона Зорна, Уэс Борланд оказывает наибольшее влияние на формирование узнаваемого звучания LB. Журнал Total Guitar поместил Уэса на 37-е место в списке «100 величайших гитаристов всех времён».

## История
В 2001 году, незадолго до первого разрыва с Limp Bizkit, Уэс со своим братом Скоттом Борландом (который помогал в записи первого альбома Limp Bizkit) и другими музыкантами, создали группу Big Dumb Face. После выхода EP и студийного альбома, деятельность группы была приостановлена, и организована новая — Eat the Day. Об этой группе практически нет информации в Интернете, кроме незначительных упоминаний и нескольких демозаписей.
Некоторое время спустя Уэс начинает работать над своим сольным проектом с другом, гитаристом и продюсером Дэнни Лоннером (Nine Inch Nails). Вместе они создают группу The Damning Well, которая смогла засветиться на саундтреке к фильму Underworld. После чего Уэсу поступают предложения присоединиться к A Perfect Circle, а позже и к Nine Inch Nails, которые он отклоняет, сославшись на поиски вокалиста к Eat The Day. Позже Борланд объявляет Eat The Day и The Damning Well распавшимися.
В конце 2003 Уэс отметился на Legion of Boom — третьем студийном альбоме американских электронщиков The Crystal Method, где выступил в качестве сопродюсера и гитариста, а в августе 2004 года воссоединился с Limp Bizkit для записи The Unquestionable Truth (Part 1). Разногласия оказались настолько серьёзными, что Фред Дерст со скандалом выгнал Уэса из группы через блог Myspace. Инцидент стал неприятным сюрпризом не только для Уэса, но и для многочисленных поклонников группы.
Комментарий Борланда был следующим:

Мне кажется они думают, что я недостаточно хорош для них, ну и хрен с ним.Оригинальный текст (англ.)I feel that they think I'm no good for them but fuck it.

Вскоре после этого Борланд создаёт проект под названием Black Light Burns.
В 2008 году Уэс принимает участие в качестве приглашённого гитариста в нескольких камбэк-концертах японской группы X-Japan.
В августе 2008 года Уэс на время становится гитаристом группы Marilyn Manson, выступив с ними на ETP FESTIVAL (15.08.2008).
В феврале 2009 года Уэс вернулся в Limp Bizkit, аргументируя это словами

Мы решили, что нам более отвратительно состояние нынешней тяжелой поп-музыки, чем мы отвратительны друг другу. Вне зависимости от того, куда привели нас наши отдельные пути, мы осознаём, что существует мощная и уникальная энергия в этой группе из пяти человек, энергия, которую мы больше нигде не нашли. Вот почему Limp Bizkit вернулись.
Оригинальный текст (англ.)We decided we were more disgusted and bored with the state of heavy popular music than we were with each other. Regardless of where our separate paths have taken us, we recognize there is a powerful and unique energy with this particular group of people we have not found anywhere else. This is why Limp Bizkit is back.

28 июня 2011 года вышел первый альбом с момента воссоединения Limp Bizkit под названием Gold Cobra.
В 2013 году Уэс совместно с Riot Games записал трек Hybrid Worlds специально для Season 3 World Championship (турнир по игре League of Legends).

## Дискография

### Как официальный участник
| Год                 | Альбом                                           |
| ------------------- | ------------------------------------------------ |
| С Limp Bizkit       |                                                  |
| 1997                | Three Dollar Bill, Yall$                         |
| 1999                | Significant Other                                |
| 2000                | Chocolate Starfish and the Hotdog Flavored Water |
| 2001                | New Old Songs (альбом ремиксов)                  |
| 2005                | The Unquestionable Truth (Part 1)                |
| 2005                | Greatest Hitz (сборник)                          |
| 2008                | Rock im Park 2001 (концертный альбом)            |
| 2011                | Gold Cobra                                       |
| 2021                | Still Sucks                                      |
| С Black Light Burns |                                                  |
| 2007                | Cruel Melody                                     |
| 2008                | Cover Your Heart and the Anvil Pants Odyssey     |
| 2012                | The Moment You Realize You're Going to Fall      |
| 2013                | Lotus Island                                     |
| С Big Dumb Face     |                                                  |
| 2000                | Big Dumb Metal EP                                |
| 2001                | Duke Lion Fights the Terror!!                    |
| 2002                | Eat The Day EP                                   |

### Как приглашённый музыкант
| Год                     | Альбом          |
| ----------------------- | --------------- |
| С From First to Last    |                 |
| 2006                    | Heroine         |
| С The Color of Violence |                 |
| 2009                    | Youthanize      |
| С Combichrist           |                 |
| 2010                    | Making Monsters |
| С Tech N9ne             |                 |
| 2013                    | Therapy         |
| С Jonathan Davis        |                 |
| 2018                    | Black Labirynth |